# Mały Mur (Jerzmanowice)
Mały Mur – mur skalny wchodzący w skład grupy skał zwanych Ostańcami Jerzmanowickimi. Znajduje się w najwyższych partiach Wyżyny Olkuskiej, w miejscowości Jerzmanowice, w odległości ok. 850 m na południowy zachód od drogi krajowej nr 94. Jest jednym z ostańców w grupie skał ciągnących się od Grodziska, zwanego też Wzgórzem 502 lub Skałą 502, w północnym kierunku. W grupie tej kolejno znajdują się: Grodzisko, Mały Mur, Kapucyn, Słup (Palec), Soczewka, Ostry Kamień i Polna Skałka.

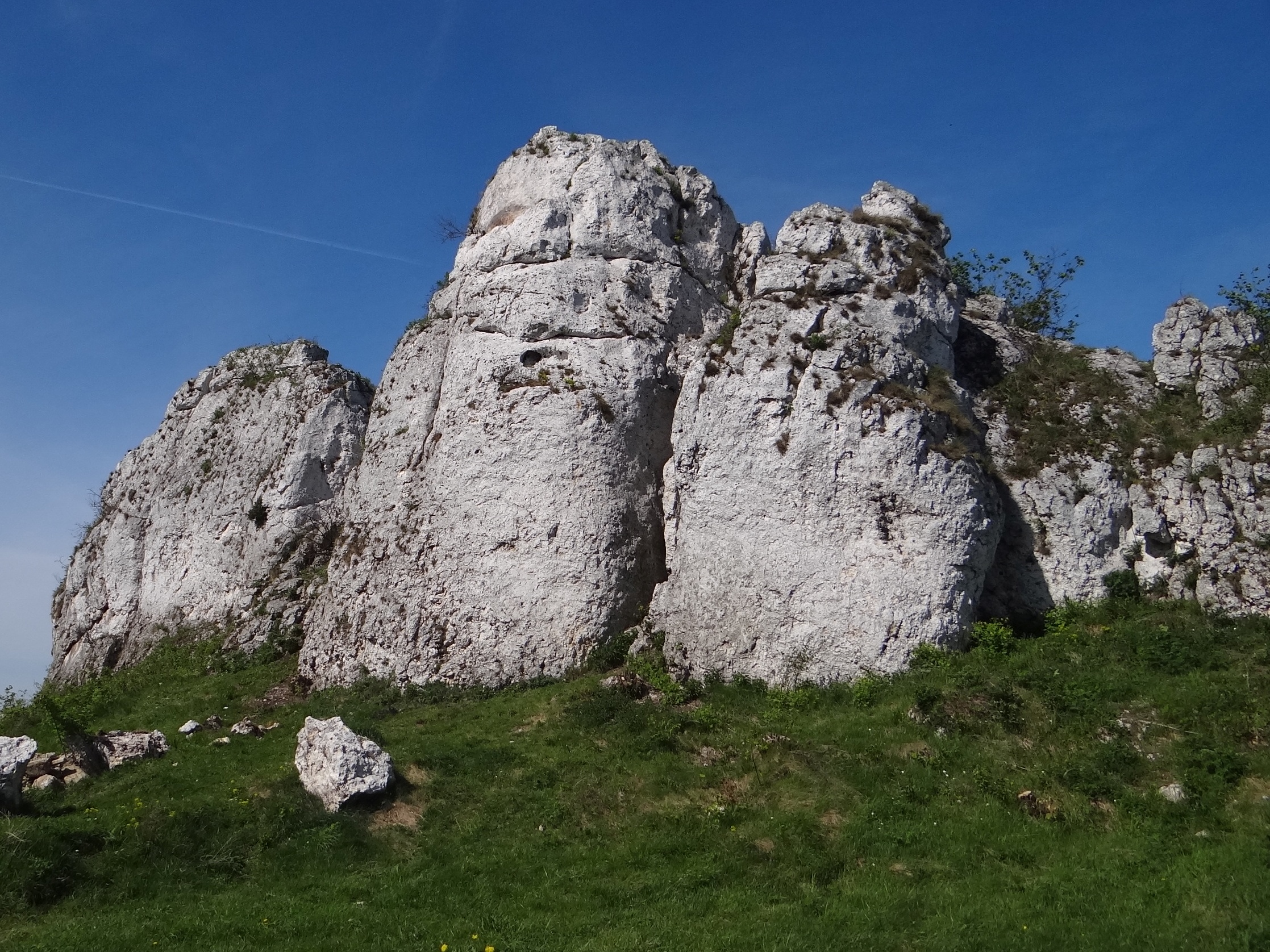
Fragment ściany południowo-zachodniej

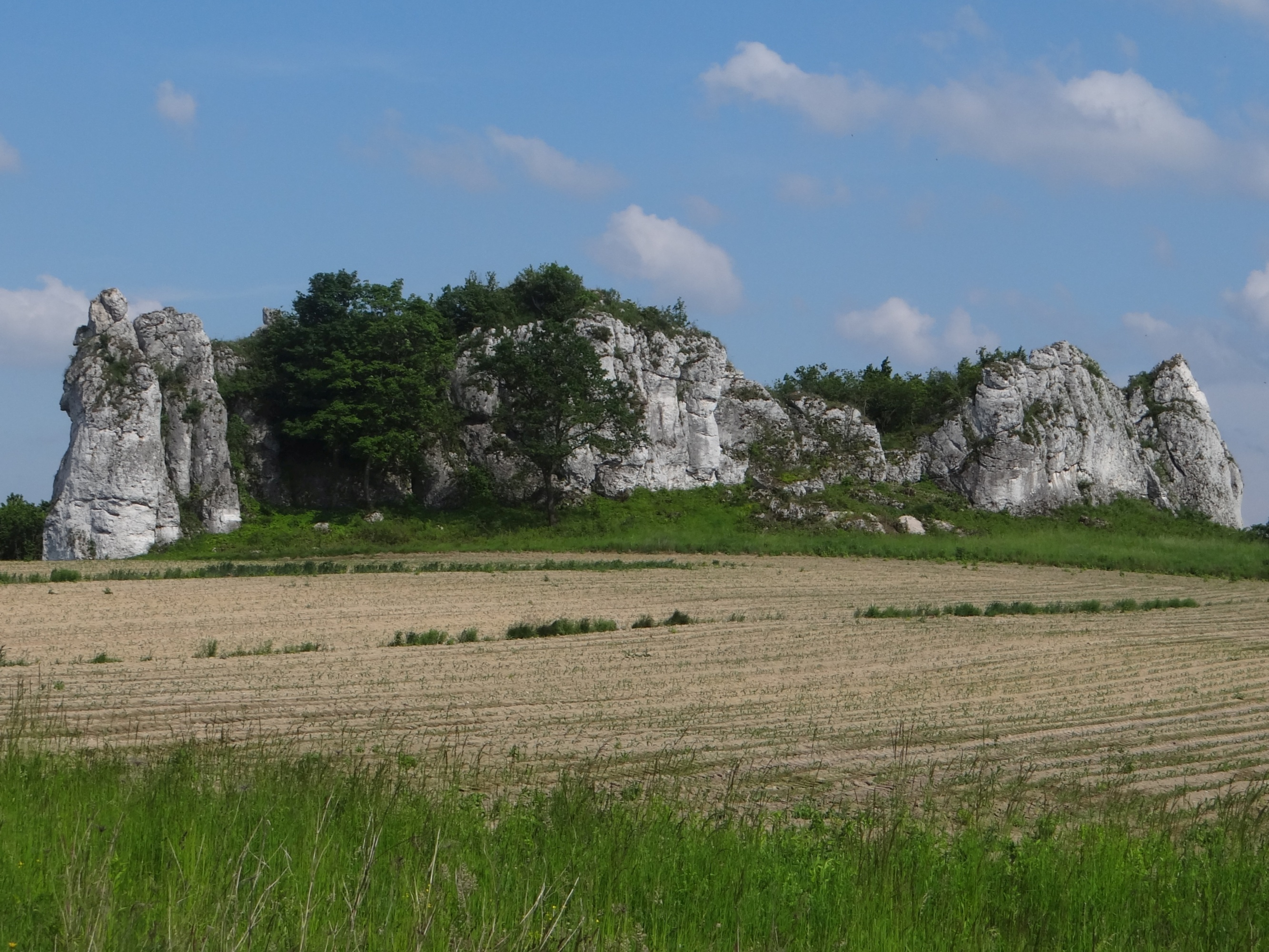
Kapucyn i Mały Mur

Mały Mur wznosi się na niezabudowanym i niezalesionym terenie wśród pól uprawnych i zbudowany jest z wapieni górnej jury. Wraz z Kapucynem znajduje się w środkowej grupie skał tuż obok Grodziska. Pomiędzy tymi skałami znajduje się spory trawiasty plac, często wykorzystywany jako parking lub przez turystów jako miejsce biwakowe. Na skałach całej grupy uprawiana jest wspinaczka skalna.
Mały Mur ma długość około 100 m i wysokość do 12 m. Wyróżnia się w nim dwie pionowe i połogie ściany; zachodnią i południowo-zachodnią, a w nich takie formacje skalne jak filary i rysy i niewielki okap. W środku, w miejscu załamania się ścian, jest możliwość wejścia na grań muru. Wspinacze skalni przeszli na Małym Murze 10 dróg wspinaczkowych o stopniu trudności III+ – VI.1+ w skali trudności krakowskiej. Drogi posiadają asekurację.
Mały Mur, podobnie jak inne skałki w gminie Jerzmanowice-Przeginia, od 1970 roku ma status pomnika przyrody, i znajduje się na obszarze Parku Krajobrazowego Dolinki Krakowskie.